# Xenanastatus keralicus
Xenanastatus keralicus är en stekelart som beskrevs av T.C. Narendran 1998. Xenanastatus keralicus ingår i släktet Xenanastatus och familjen hoppglanssteklar. Inga underarter finns listade i Catalogue of Life.